# Jarabe

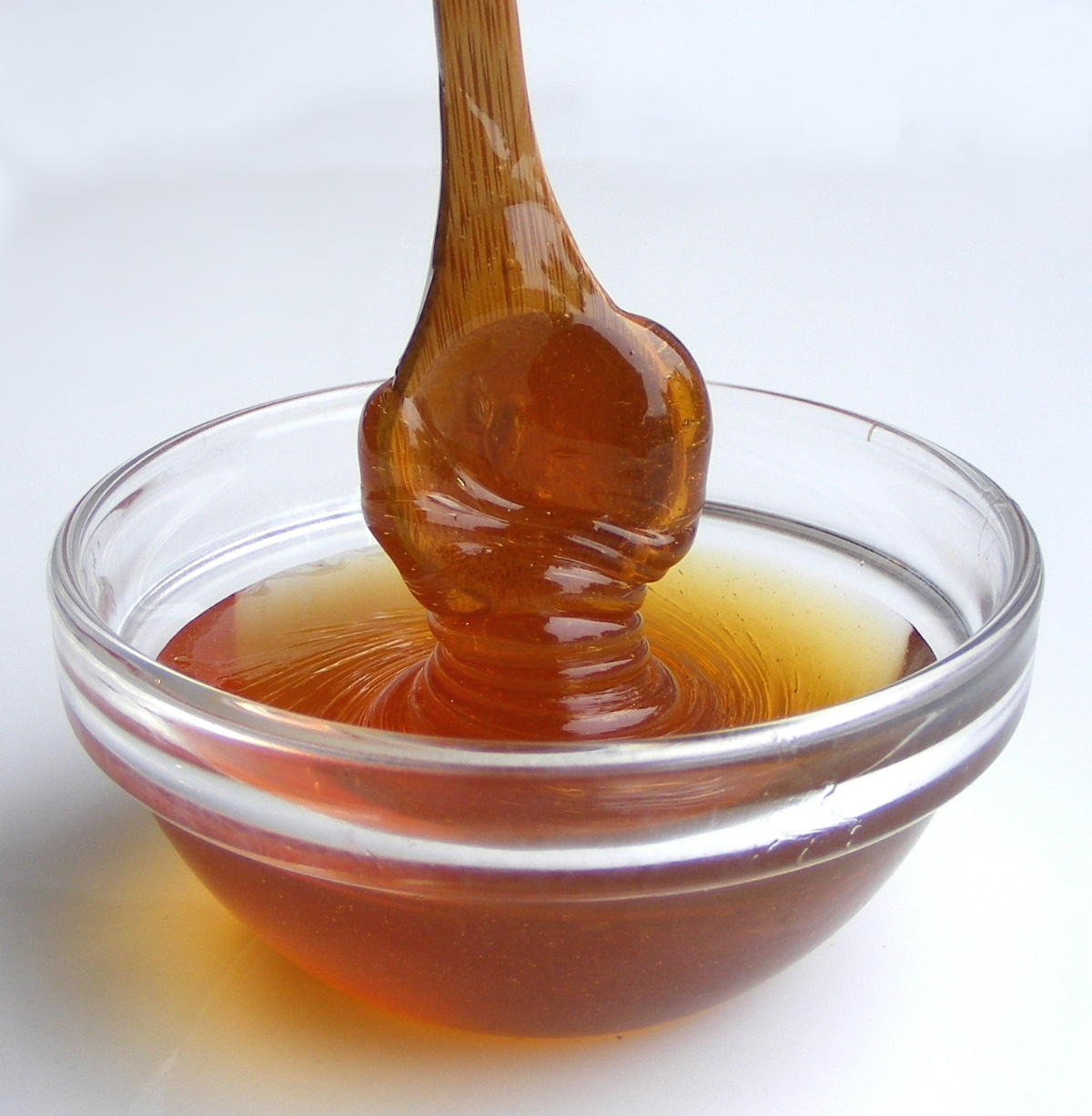
Jarabe de Malta.

Los jarabes (en árabe: شراب‎ šarāb), llamados también siropes en el ámbito culinario, son líquidos de consistencia viscosa que por lo general contienen soluciones concentradas de azúcares, como la sacarosa, en agua o en otro líquido. Los jarabes se usan desde hace mucho tiempo y antes de descubrirse el azúcar, se preparaban con miel. Los líquidos que habitualmente integran el jarabe son el agua destilada, soluciones, extractivas, zumos, y otros.
Su empleo se generalizó ampliamente porque enmascaran el sabor desagradable de los fármacos y se conservan durante más tiempo.

## Propiedades generales
- Alta concentración de azúcar (45-85%).
- Densidad de 1320 kg/m³ a 15 °C.
- Viscosidad de 100 centipoise.
- Se presentan como líquidos homogéneos, transparentes, brillantes, incoloros o coloreados, de sabor y olor agradable.

## Ventajas médicas
- Se administran vía oral a niños, adultos de la tercera edad sin la capacidad de ingerir comprimidos y cápsulas.
- Enmascaran el sabor desagradable de los fármacos.

## Tipos

### Jarabe simple
Se utiliza agua purificada solamente para preparar una solución de sacarosa, en términos científicos, una solución de 850 g de azúcar y agua, cantidad suficiente para 1 litro.

### Jarabe medicado
Es el mismo jarabe simple, solamente que contiene alguna sustancia medicinal o algún principio activo adicionado. Se utilizan como medicamentos para calmar la tos o de uso pediátrico (para niños). El rechazo de estos por parte de los niños es debido principalmente a su mal sabor, por lo cual muchos de los jarabes pediátricos poseen bases de glicerina o azucaradas para enmascarar el sabor desagradable. Es bueno acotar que las bases azucaradas son contraproducentes, pues podrían causar caries dental.

### Jarabe aromatizado
Por lo general no está medicado pero contiene diversas sustancias aromáticas o de sabor agradable y se utiliza en la mayoría de los casos como vehículo o agente aromatizante. Se utilizan en las bebidas gaseosas.